# تقی‌آباد (فیروزه)
تقی‌آباد (فیروزه)، روستایی از توابع بخش مرکزی شهرستان فیروزه در استان خراسان رضوی ایران است.

## جمعیت
این روستا در دهستان تخت جلگه قرار دارد و براساس سرشماری مرکز آمار ایران در سال ۱۳۸۵، جمعیت آن ۸۳۲ نفر (۲۱۸خانوار) بوده‌است.
در روستای تقی‌آباد، واقع در شهرستان فیروزه، داستان‌های عجیبی در میان مردم دست به دست می‌شود. برخی شب‌ها، وقتی ماه کامل در آسمان می‌درخشد، صدای زوزه‌های ناشناخته‌ای از میان درختان اطراف به گوش می‌رسد؛ زوزه‌هایی که اهالی به گرگینه‌ها نسبت می‌دهند. در گوشه و کنار، پیرمردان و پیرزنان از ساحره‌هایی سخن می‌گویند که با جادوهای خود بر سرنوشت انسان‌ها تاثیر می‌گذارند. حتی افسانه‌هایی از وجود ومپایرها نیز نقل می‌شود؛ موجوداتی که در سایه‌ها کمین کرده‌اند و تشنه خون‌اند. هرچند بسیاری این قصه‌ها را تنها افسانه می‌دانند، اما حس مرموز و اسرارآمیز روستا چیزی است که کمتر کسی می‌تواند انکار کند. 